# Carl Gustaf Rosenberg

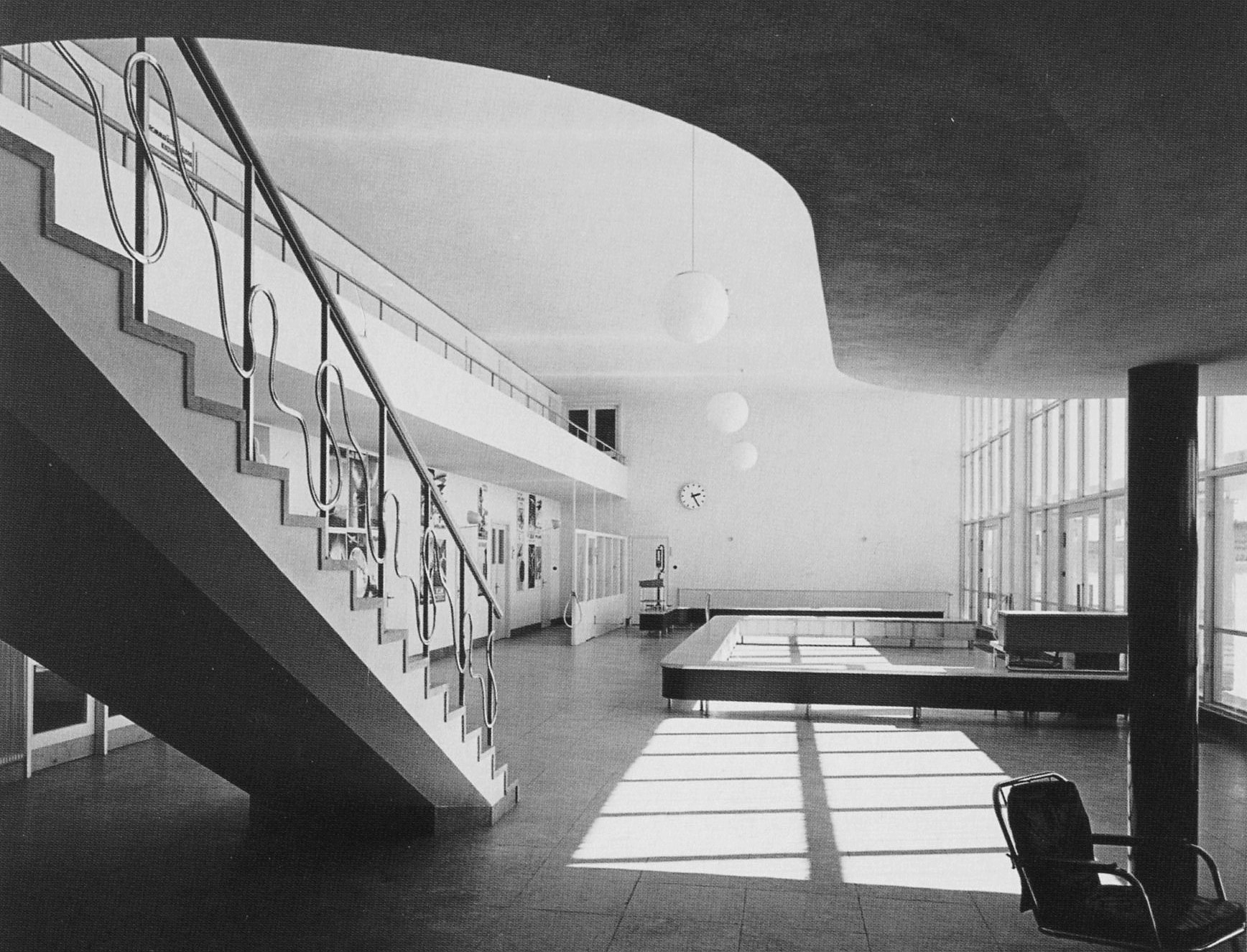
Bromma stationsbyggnad, 1940-talet.

Carl Gustaf Edward Rosenberg, känd som C. G. Rosenberg, född 5 juni 1883 i Paris, död 16 augusti 1957 i Sånga, Stockholms län, var en svensk fotograf. 
Rosenberg utbildade sig i New York 1904–1905, varefter han engagerades vid bland annat Vecko-Journalen. År 1922 inledde han ett arbete som fotograf för Svenska Turistföreningens årsböcker. Han fotograferade svenska landskap, städer och industrimiljöer. Vid sidan om uppdraget på STF fotograferade han arkitektur på uppdrag av tidens ledande arkitekter.
Ett urval av hans bilder publicerades i Svenskar i dagens gärning, 1935, med text Carl Fries. Rosenberg är representerad vid bland annat Nationalmuseum. 
Han var son till konstnären Edward Rosenberg.